# Comuna Rodatîci, Horodok
Rodatîci (în ucraineană Родатичі) este o comună în raionul Horodok, regiunea Liov, Ucraina, formată din satele Moloșkî și Rodatîci (reședința).

## Demografie
Componența lingvistică a comunei Rodatîci
     Ucraineană (99,5%)
     Alte limbi (0,5%)
Conform recensământului din 2001, majoritatea populației comunei Rodatîci era vorbitoare de ucraineană (99,5%), existând în minoritate și vorbitori de alte limbi.